# Tachia loretensis
Tachia loretensis är en gentianaväxtart som beskrevs av Bassett Maguire och Weaver. Tachia loretensis ingår i släktet Tachia och familjen gentianaväxter. Inga underarter finns listade i Catalogue of Life.